# Jérôme Ruggiero
Jérôme Joseph Nicole Lucien Ruggiero (Liegi, 13 settembre 1977) è uno stilista italiano.
Ha fondato nel 1999 casa di moda Jerome Dess assieme al fratello maggiore Pietro (deceduto a Campora San Giovanni il 13 aprile 2004, in un incidente automobilistico).

## Biografia
Nasce a Liegi, in Belgio da immigrati italiani di Campora San Giovanni (frazione del Comune di Amantea); il padre Bonaventura, emigrato e precedentemente impiegato come muratore, ha costruito una piccola impresa edile a Wandre.
Jérôme lascia gli studi di architettura senza laurearsi nel 1996. Nel 1999 si occupa assieme al fratello maggiore Pietro (morto a Campora San Giovanni il 13 aprile 2004 in un incidente stradale) della sua azienda, che produce una linea di abbigliamento maschile di alta moda prêt-à-porter. Nel 2006 comincia il sodalizio con Riccardo Andreatini (ex della Tombolini), iniziando così la collaborazione con la Tombolini.
Nel periodo 2007-2008 è agente commerciale e marketing fashion per Thierry Mugler Homme, T-Concept Tombolini, Hilton, Emanuel Ungaro Homme, Gai Mattiolo e JCDC di Lee Cooper. Il 16 febbraio 2009 presenta il suo marchio personale chiamato "JEROME RUGGIERO"; il suo esordio come stilista è avvenuto a Firenze al Pitti 76, dove ha esposto la sua prima collezione personale.
Al Pitti 76 è stato definito uno fra i dodici migliori stilisti emergenti, la New Beat Area. Nel 2010 ha presentato la sua collezione nel salone Tranoï di Parigi, emergendo tra i vari standisti grazie all'originalità dei capi.
Nel maggio 2011 è tra i presenti al Festival di Cannes. Rientra nella cerchia della più grande casa di lusso che ha il proprio showroom al Hôtel Martinez durante tutta la durata del festival.Tra i suoi modelli vi sono vari personaggi del jet-set internazionale.